# Lingshui
Lingshui (chiń. 陵水黎族自治县; pinyin: Língshuǐ Lízú Zìzhìxiàn) – powiat autonomiczny mniejszości etnicznej Li w Chinach, w prowincji Hajnan. W 1999 roku liczył 318 691 mieszkańców.